# تپه چال زر
تپه چال زر مربوط به عصر برنز - دوره اشکانیان است و در شهرستان سلسله، بخش فیروزآباد، دهستان فیروزآباد، ۹۰۰ متری غرب روستای آب باریک علیا واقع شده و این اثر در تاریخ ۲۲ اسفند ۱۳۸۵ با شمارهٔ ثبت ۱۸۲۵۲ به‌عنوان یکی از آثار ملی ایران به ثبت رسیده است.